# 琴叶瓦理棕
琴叶瓦理棕（学名：Wallichia caryotoides）为棕榈科瓦理棕属下的一个种。

## 扩展阅读
- 維基物種上的相關：琴叶瓦理棕